# Предраг Шупут
Предраг Шупут (Госпић, 1. јун 1977) је бивши српски кошаркаш. Играо је на позицији крила.

## Каријера
Шупут је рођен у Госпићу у СР Хрватској, али је након рата избегао у Србију. По доласку у Србију је играо за КК Апатин и КК Врбас. Током 2000. године је прешао у тадашњег друголигаша, Спартак из Суботице. Након само једне сезоне тим се вратио у Прву лигу СР Југославије и ту Шупут стиче прво искуство у највишем рангу. Добрим партијама скренуо је пажњу водећих клубова и 2003. године одлази у НИС Војводину.
Након једне сезоне у новосадском клубу, Шупут је у јуну 2004. потписао двогодишњи уговор са Партизаном. Са црно-белима проводи две сезоне, и за то време осваја две титуле државног првака. За сезону 2006/07. је потписао уговор са вршачким Хемофармом. У јулу 2007. прелази у немачки Бамберг. У екипи Бамберга остаје пуних пет сезона и осваја три титуле немачког првака и три купа. За сезону 2012/13. је потписао уговор са загребачком Цедевитом. Током 2016. године је играо за КК Борово из Вуковара, где је био један од кључних играча свог клуба који се борио за улазак у хрватску А1 (прву) лигу. У позним кошаркашким годинама је играо и за КК Дунав из Апатина.

## Успеси

### Клупски
- Партизан:
  - Првенство СЦГ (2): 2004/05, 2005/06.
- Брозе баскетс Бамберг:
  - Првенство Немачке (3): 2009/10, 2010/11, 2011/12.
  - Куп Немачке (3): 2010, 2011, 2012.